# Wiesbadener Abkommen (1921)
Das Wiesbadener Abkommen von 1921 war ein deutsch-französisches Übereinkommen im Rahmen der Verhandlungen über Reparationszahlungen Deutschlands. Das Abkommen wurde zwischen den beiden Wiederaufbauministern Walther Rathenau und Louis Loucheur im Sommer 1921 in Wiesbaden ausgehandelt und am 6. und 8. Oktober 1921 unterzeichnet. 

## Vorbereitung des Abkommens
Im Frühling 1921 hatten die Alliierten die Reparationszahlungen für das Deutsche Reich auf 132 Milliarden Goldmark beziffert. Trotz der Proteste von deutscher Seite wurde unter der neuen Regierung von Reichskanzler Joseph Wirth im Zuge der sogenannten „Erfüllungspolitik“ die Entschädigungssumme angenommen. Rathenau wurde in der Regierung unter Reichskanzler Joseph Wirth Wiederaufbauminister und plante einen Teil der Reparationen in Form von Sachlieferungen zu erbringen. Er wirkte auf den Reparationsausschuss in Paris ein, um ein Einlenken der Alliierten zu bewirken. Die französische Regierung war bestrebt zu einer schnellen Einigung zu gelangen und sagte Verhandlungen zu.

## Treffen in Wiesbaden
Der französische Wiederaufbauminister Loucheur traf sich erstmals am 12. und 13. Juni 1921 mit Rathenau in Wiesbaden. Es folgten weitere Treffen, in deren Zentrum die Reparationsfrage stand. Bei den Treffen in der Stadt im besetzten Rheinland nahmen zahlreiche führende Wirtschaftspolitiker, darunter Emil Guggenheimer, Carl Bergmann, August Müller und Julius Hirsch, teil. Am 6. und 8. Oktober unterzeichneten Rathenau und Loucheur das Abkommen, das für den Zeitraum von vier Jahren Sachlieferungen im Wert von ca. sieben Milliarden Goldmark vorsah. Dieses Ergebnis war zwar in der Höhe ein Zugeständnis an Frankreich, jedoch konnte das Deutsche Reich dadurch für diese vier Jahre Devisenzahlungen an Frankreich aussetzen.

## Kritik und Ratifizierung
Vor allem aus konservativen Kreisen und vonseiten der Industrie wurde das Wiesbadener Abkommen aber abgelehnt. Zum einen wurde die „Erfüllungspolitik“ als solche scharf kritisiert, zum anderen sah man zu hohe Belastungen auf die Wirtschaft und die Industrie zukommen. Folglich scheiterte die Ratifizierung des Wiesbadener Abkommens am 17. November 1921 im Deutschen Reichstag. Erst am 29. Juni 1922 wurde das Abkommen mit Zusatzabkommen Gesetz, und am 6. Juli 1922 von französischer Seite angenommen.